# Schlegels jufferduif
De Schlegels jufferduif (Ptilinopus ornatus) is een vogel uit de familie Columbidae (duiven). Deze vogel is in het Nederlands genoemd naar de Duits-Nederlandse ornitholoog Hermann Schlegel die de vogel in 1871 heeft beschreven.

## Verspreiding en leefgebied
Deze soort is endemisch in Nieuw-Guinea en telt twee ondersoorten:
- P. o. ornatus: de Vogelkop.
- P. o. gestroi: centraal en oostelijk Nieuw-Guinea.